# Adriano Frassinelli
Adriano Frassinelli, född 11 april 1943 i Pieve di Cadore, är en italiensk före detta bobåkare.
Frassinelli blev olympisk silvermedaljör i fyrmansbob vid vinterspelen 1972 i Sapporo.